# Диего Карлос (футболист, 1993)
Дие́го Ка́рлос Са́нтос Си́лва (порт.-браз. Diego Carlos Santos Silva; род. 15 марта 1993, Барра-Бонита, Сан-Паулу) — бразильский футболист, защитник турецкого клуба «Фенербахче». Чемпион Олимпийских игр 2020 года.

## Карьера
Профессиональную карьеру Диего Карлос начал в клубе «Деспортиво Бразил», из которого три раза уходил в другие бразильские команды, в том числе за выступавший в Серии A «Сан-Паулу». Летом 2014 года футболист перешёл в португальский «Эшторил-Прая», который сразу же отдал бразильца в аренду на сезон в клуб Сегунды «Порту B». Следующим летом Диего Карлос вернулся в «Эшторил» и в сезоне 2015/16 закрепился в основном составе команды. Защитник провёл 31 матч в чемпионате Португалии, забил два гола, а также заслужил себе репутацию грубого игрока, получив за этот период девять жёлтых и три красные карточки.
Летом 2016 года бразилец перешёл в французский «Нант», сумма трансфера превысила 1 млн евро. Диего Карлос быстро стал игроком стартового состава и одним из лучших игроков клуба. 14 января 2018 года в игре чемпионата Франции против ПСЖ на 90-й минуте Диего Карлос задел главного арбитра матча Тони Шапрона, который, упав на газон, ударил игрока ногой, после чего показал бразильцу вторую жёлтую карточку и удалил футболиста с поля. Дисциплинарный комитет наказал судью, который в итоге закончил судейскую карьеру раньше времени, трёхмесячной дисквалификацией. Всего за два сезона Диего Карлос принял участие в 62 матчах чемпионата Франции.
В 2019 году перешёл в испанскую «Севилью», с которой выиграл Лигу Европы УЕФА.

## Достижения
«Севилья»
- Победитель Лиги Европы УЕФА: 2019/20